# Death of the Doctor
Death of the Doctor (La mort du Docteur) correspond au troisième épisode de la quatrième saison de la  série britannique de science-fiction The Sarah Jane Adventures, qui n'a jamais été diffusée en France.

## Synopsis
Les agents de UNIT viennent annoncer à Sarah Jane que le Docteur est mort. Accompagnée de Clyde et Rani, elle se rend à la cérémonie funèbre qui va être organisée dans une base souterraine d'UNIT sous le mont Snowdown.

### Première partie
Une escouade d'UNIT converge vers la maison de Sarah Jane ; son officier, le colonel Karim, lui annonce que le Docteur a péri en sauvant la vie de 500 enfants, dans la Désolation du Cœur Cramoisi. Sarah Jane refuse d'y croire. Les Shansheeth ont pris en charge les obsèques et prévoient de tenir la cérémonie dans la base d'UNIT sous le mont Snowdown. Sarah Jane décide de s'y rendre, avec Clyde et Rani. À leur arrivée on leur annonce que le corps du Docteur doit être lancé dans l'espace avec une énorme fusée de construction Groske. Lors de la cérémonie du souvenir, Clyde est importuné par des décharges d'énergie artron, tandis que Jo Grant, une autre ancienne compagne du Docteur, débarque accompagnée de son petit-fils Santiago. Jo Grant et Sarah Jane sont toutes deux convaincues que le Docteur est en vie. Clyde, poursuivant un Groske qui semble savoir quelque chose sur les décharges, finit par entendre une conversation des Shansheeth qui prévoient de soutirer les souvenirs des deux femmes, ce qui les tuera. Les Shansheeth le découvrent à cause d'une nouvelle décharge d'énergie. Clyde, Rani et Santiago s'enfuient donc et ils tombent sur Sarah Jane et Jo. C'est alors que Clyde se transforme progressivement et devient le Docteur. Celui-ci explique qu'il a utilisé l'énergie artron de Clyde pour opérer une transposition compliquée à 10 000 années-lumière de distance. Mais les Shansheeth arrivent et frappent le Docteur d'une décharge d'énergie, indiquant qu'ils comptent bien s'assurer que la nouvelle de la mort du Docteur est avérée.

### Seconde partie
Le Docteur disparait, remplacé par Clyde. Le groupe s'enfuit pour échapper aux Shansheeth et le Docteur réapparait après une nouvelle permutation. Le Docteur opère un autre changement, entrainant Jo et Sarah Jane, et ils se matérialisent sur une planète inconnue. Tandis que le Docteur s'affaire pour améliorer la machine qu'il a construite pour opérer tous ces changements avec Clyde, il a une conversation avec Jo où il lui révèle être allé l'observer pendant l'agonie de sa dixième incarnation et qu'il a vu son futur et son treizième petit-fils. Avec ces améliorations, il peut les transporter tous trois sans opérer d'échange avec Clyde. Pendant ce temps, le colonel Karim et les Shansheeth se révèlent avoir le projet d'utiliser les souvenirs de Sarah Jane et de Jo pour confectionner une clé du TARDIS. Ils se sont en effet emparés de la machine du Docteur et comptent l'utiliser pour abolir la mort. Les enfants et un Groske se sont cachés dans les couloirs de ventilation, mais le colonel Karim met le système en surchauffe ce qui les menace de suffocation. Le Docteur doit aller les secourir, abandonnant Sarah Jane et Jo dont les Shansheeth s'emparent pour commencer le processus de production de la clé. Le Docteur et les enfants ne peuvent entrer dans la salle blindée où Sarah Jane et Jo sont retenues. Le Docteur les pousse à se souvenir de tout afin de mettre la machine des Shansheeth en surcharge. Celle-ci explose et Sarah Jane et Jo ne trouvent leur salut qu'en se réfugiant dans le cercueil de plomb qui était censé être celui du Docteur. Le TARDIS ramène tout le groupe dans le grenier de Sarah Jane, puis le Docteur repart. Tandis que Jo et Santiago s'en vont, Sarah Jane donne des nouvelles d'autres anciens compagnons du Docteur, Tegan Jovanka, Ben Jackson, Polly, Harry Sullivan, Ace, Ian Chesterton et Barbara Wright.

## Distribution
- Elisabeth Sladen : Sarah Jane Smith
- Daniel Anthony : Clyde Langer
- Anjli Mohindra : Rani Chandra
- Tommy Knight : Luke Smith
- Ace Bhatti : Haresh Chandra
- Alexander Armstrong : Mr Smith
- Matt Smith : Onzième Docteur
- Katy Manning : Jo Grant
- Finn Jones : Santiago Jones
- Laila Rouass : colonel Karim

## Continuité
- Le lien reliant le Docteur et Clyde est une conséquence des évènements de l'épisode The Wedding of Sarah Jane Smith.

### Continuité avec Whoniverse
- Dans la chronologie de Doctor Who, cet épisode se situe avant Le Fantôme des Noëls passés le Docteur expliquant qu'il a laissé Amy et Rory en lune de miel sur une lune faite de miel (même si ce n'est pas une lune). À la fin de l'épisode Le Docteur, alerté par un signal de détresse émis par Amy c'est à ce moment que l'épisode Le Fantôme des Noëls passés commence.
- La base d'UNIT se trouvant sous le mont Snowdon est déjà évoquée dans les épisodes L'Armée des Ombres et La Prophétie de Noël
- On retrouve les cousins des Graskes, les Groskes apparemment employés par UNIT depuis 2006.
- L'histoire de l'enterrement précipité permet d'expliquer l'absence de nombreux personnages de la série principale lors des funérailles. Ainsi, il est expliqué que le Brigadier Lethbridge-Stewart,  personnage récurrent de la première série de Doctor Who, par ailleurs apparu dans l'épisode Enemy of the Bane est en mission au Pérou. Cette excuse est déjà utilisée dans les épisodes A.T.M.O.S et The Wedding of Sarah Jane Smith. La prochaine fois qu'il sera fait mention de ce personnage dans une série du Whoniverse, ce sera pour annoncer sa mort dans Le Mariage de River Song
- De même on évoque le personnage de Liz Shaw, connue pour avoir assisté le 3e Docteur et qui se trouverait sur une base lunaire de UNIT.
- Le Docteur explique qu'avant sa dernière régénération il est allé voir ses anciens compagnons, comme on le voit à la fin de La Prophétie de Noël.
- De nombreux clips et éléments de la série Doctor Who et The Sarah Jane Adventures sont évoqués ici (les Daleks, les Slitheens, les Sontariens, Maria Jackson, le Trickster, etc.)
- Afin de désorienter les fans de Docteur Who qui s'attardait à l'idée que le Docteur ne pouvait se régénérer que 12 fois, le Docteur affirme à Clyde qu'il peut se régénérer 507 fois[1] !
- Jo cite la planète Karfel, planète évoquée brièvement dans la série et dans les romans parallèles. Elle parle aussi de son mari, pour lequel elle a quitté le Docteur dans l'épisode The Green Death (1973) et en tant que personnage de la première série, elle ignore que les Seigneurs du Temps ont tous disparu !
- Sortant Jo et Sarah Jane du cercueil, le Docteur ironise sur la situation en les appelant « Smith & Jones ». Il s'agit du titre original de l'épisode La Loi des Judoons où le Dixième Docteur rencontre Martha Jones.
- À la fin de l'épisode Sarah Jane Smith évoque plusieurs compagnons du Docteur comme Barbara Wright et Ian Chesterton (tout premiers compagnons du Docteur), Ben Jackson et Polly (2e Docteur) Tegan Jovanka et Harry Sullivan (4e Docteur) et Dorothy "Ace" McShane (7e Docteur).

## Production
- Il s'agit du seul script de Russell T Davies mettant en scène le 11e Docteur, et plus généralement son dernier mettant en scène Le Docteur jusqu’à son retour en 2023. L'épisode est une sorte d'hommage à la série tout entière et plus particulièrement aux compagnons du Docteur.
- Il s'agit aussi de la seule rencontre entre le 11e Docteur et un personnage issu de l'ère "Davies".
- On peut entendre des arrangements vocaux fait par Jodie Kearns, femme du scénariste de Doctor Who James Moran[2].[source insuffisante]